# Fajã da Ovelha
Fajã da Ovelha es una freguesia portuguesa en el municipio de Calheta, con 24 000 km² de área y 1016 habitantes en la zona. La densidad es de 42,3 hab/km². Fajã da Ovelha tiene una entrada que liga a Porto Moniz, Santana, Calheta y Funchal. La zona es un poco montañosa por estar junto al mar. Fajã da Ovelha cuenta con una escuela, una plaza y un campo deportivo 3 Estrellas.

## Freguesiaspróximas
- Jardim do Mar
- Ponta do Pargo

- Datos: Q2995874
- Multimedia: Fajã da Ovelha / Q2995874

1. ↑  Worldpostalcodes.org,código postal n.º 9370-362.